# Azotan magnezu
Azotan magnezu (nazwa Stocka: azotan(V) magnezu), Mg(NO3)2 – nieorganiczny związek chemiczny z grupy azotanów, sól kwasu azotowego i magnezu. Jest to białe lub bezbarwne krystaliczne ciało stałe o szklistym połysku, bez zapachu. Bardzo dobrze rozpuszczalny w wodzie i etanolu.

## Występowanie
Występuje rzadko w kopalniach i jaskiniach, w wyniku reakcji azotowych związków obecnych w guanie ze skałami bogatymi w magnez.

## Zastosowania
Jest stosowany w przemyśle chemicznym i rolniczym. Nawozy zawierające azotan magnezu wykorzystywane są w uprawach hydroponicznych i szklarniowych. Sporadycznie wykorzystywany jako środek osuszający. Wykorzystywany do uzyskiwania silnie stężonego kwasu azotowego.

## Zagrożenia
Azotan magnezu jest silnym utleniaczem. Należy unikać kontaktu z pyłami i materiałami łatwopalnymi.  Po kontakcie z oczami, przemyć je dużą ilością wody przez około 15 minut, skórę przemywać wodą z mydłem oraz usunąć skażone ubrania i buty. Po połknięciu należy natychmiast zgłosić się do lekarza, nie wywoływać wymiotów, wypłukać usta i wypić 2–4 szklanek mleka lub wody. Do leczenia stosować wapń, lecz tylko po uprzednim kontakcie z lekarzem.